# Les Baux-Sainte-Croix
Les Baux-Sainte-Croix è un comune francese di 959 abitanti situato nel dipartimento dell'Eure nella regione della Normandia.

## Società

### Evoluzione demografica
Abitanti censiti